# Rhododendron spathulatum
Rhododendron spathulatum är en ljungväxtart som beskrevs av Ridley. Rhododendron spathulatum ingår i släktet rododendron, och familjen ljungväxter. Inga underarter finns listade i Catalogue of Life.